# Отворено првенство Ченаја у тенису 2006.
Отворено првенство Ченаја у тенису 2006 (познат и под називом Chennai Open 2006) је био тениски турнир који је припадао АТП Интернационалној серији у сезони 2006. Турнир се играо на тврдој подлози. То је било 11. издање турнира који се одржао у Ченају у Индији на СДАТ тениском стадиону од 2. јануара 2006. — 9. јануара 2006.

## Носиоци
| Држава | Играч             | Позиција1 | Носилац |
| ------ | ----------------- | --------- | ------- |
| ХРВ    | Иван Љубичић      | 9         | 1       |
| ЧЕШ    | Радек Штјепанек   | 20        | 2       |
| ШПА    | Карлос Моја       | 31        | 3       |
| ТАЈ    | Парадорн Сричапан | 42        | 4       |
| LUX    | Жил Милер         | 76        | 5       |
| НЕМ    | Рајнер Шитлер     | 88        | 6       |
| НЕМ    | Бјерн Пхау        | 87        | 7       |
| НЕМ    | Томас Беренд      | 89        | 8       |

- 1 Позиције од 2. јануара 2006.[1]

### Други учесници
Следећи играчи су добили специјалну позивницу за учешће у појединачној конкуренцији:
- Вишал Упал
- Иван Љубичић
- Пракаш Амритраж

Следећи играчи су ушли на турнир кроз квалификације:
- Рохан Бопана
- Марк Жикел
- Михаел Берер
- Иван Наваро

## Носиоци у конкуренцији парова
| Држава | Играч               | Држава | Играч            | Носиоци |
| ------ | ------------------- | ------ | ---------------- | ------- |
| ЧЕШ    | Мартин Дам          | ИНД    | Леандер Паес     | 1       |
| НЕМ    | Рајнер Шитлер       | НЕМ    | Александер Васке | 2       |
| ШВА    | Ивес Алегро         | НЕМ    | Михаел Колман    | 3       |
| ПОЉ    | Маријуш Фирстенберг | ПОЉ    | Марћин Матковски | 4       |

### Други учесници
Следећи играчи су добили специјалну позивницу за учешће у конкуренцији парова:
- Пракаш Амритраж/  Рохан Бопана
- Пет Кеш/  Каран Растоги

### Повлачења
- Парадорн Сричапан (повреда леве бутине)

## Шампиони

### Појединачно
Иван Љубичић је победио  Карлоса Моју са 7–6(8–6), 6–2.
- Љубичићу је то била прва (од три) титуле у сезони и четврта (од 10) у каријери.

### Парови
- Михал Мертињак /  Петр Пала су победили  Пракаш Амритража /  Рохана Бопану са 6–2, 7–5.
- Мертињаку је то била прва (од две) титуле у сезони и прва у каријери.
- Пали је то била прва (од две) титуле у сезони и пета (од седам) у каријери.